# Лозівський загальнозоологічний заказник
Загальнозоологічний заказник «Лозівськи́й» — об'єкт природно-заповідного фонду Харківської області, загальнозоологічний заказник місцевого значення.
Розташований біля села  Кінне Лозівського району.
Загальна площа — 50,0 га.
Заказник утворений рішенням Харківської обласної ради від 21 травня 1993 року.
Відповідальний за охорону — Лозівський кінний завод № 124.

## Опис
Заказник розташований біля західної околиці села Кінне.
Категорії земель:
- рілля — 32,2 га;
- багаторічні насадження — 12,0 га;
- пасовища — 2,8 га;
- ліси — 0,7 га;
- водний фонд (ставки) — 2,3 га.

Положення в системі природно-ландшафтного районування — лесові сильнорозчленовані схили височин і височинні рівнини з чорноземами звичайними малогумусними, ярами та балками, врізаними до кристалічних порід.
У заказнику зберігаються 25 видів тварин, у тому числі бізон європейський (зубр) (Bison bonasus), чернь білоока (Aythya nyroca) та огар (червона качка) (Tadorna ferruginea), які занесені до Європейського червоного списку та Червоної книги України.
У заказнику мешкають представники рідкісних, інтродукованих та декоративних видів тварин, таких як: кінь Пржевальського ( Equus przewalskii), кулан (Equus hemionus), поні, лань (Dama dama), олень плямистий (Cervus nippon), олень Вапіті (Cervus elaphus subspp.), осел ( Equus asinus), нутрія (Myocastor coypus), лебідь-шипун (Cygnus olor), казарка канадська (Branta canadensis), гуска сіра (Anser anser), гуска біла (Anser caerulescens), фазан золотий (Chrysolophus pictus), фазан срібний (Lophura nycthemera), крижень (Anas platyrhynchos), курочка водяна (Gallinula chloropus), страуси , павичи, голуби.
Мисливські тварини, які знаходяться на території заказника: вовк (Canis lupus), лисиця звичайна (Vulpes vulpes), єнот уссурійський (Nyctereutes procyonoides), свиня дика (Sus scrofa), сарна європейська (Capreolus capreolus).

## Заповідний режим
Мета створення заказника:
- збереження видів тварин, занесених до Червоної книги України та обласного Червоного списку;
- проведення екологічної освітньо-виховної роботи.

На території забороняється:
- проведення будь-якої господарської діяльності, яка може завдати шкоди заповідному об'єкту та порушити екологічну рівновагу;
- самочинна зміна меж, зміна охоронного режиму;
- знищення тварин, порушення умов їх існування;
- надання земельних ділянок під забудову;
- розорювання земель, будь-яке порушення ґрунтового покриву, забруднення території;
- турбування, знищення та відлов всіх видів тварин, розорення гнізд, нір;
- організація місць відпочинку, розведення вогнищ;
- прохід та проїзд автотранспорту через територію заказника поза межами доріг, стежок;
- інші види робіт, що можуть привести до порушення природних зв'язків та природних процесів, втрати наукової, господарської, естетичної цінності природного комплексу заказника.

Дозволяється на території заказника:
- систематичні спостереження за станом природного комплексу;
- проведення екологічної освітньо-виховної роботи.

Всі види природокористування на території заказника здійснюються за дозволами Державного управління екології та природних ресурсів в Харківській області.